# Jean Sécember
Jean Sécember est un footballeur international français né le 10 avril 1911 à Tourcoing et mort le 6 février 1990 dans cette même ville. 
Formé à l'US Tourquennoise avec laquelle il est sélectionné en équipe de France de football alors que le club a le statut d'amateur, il signe son premier contrat professionnel en 1933 à l'Excelsior de Roubaix-Tourcoing. Il signe au RC Lens avec lequel il remporte le championnat de France de Ligue 2 en 1937. Il retourne à l'Excelsior de Roubaix-Tourcoing où il termine sa carrière professionnelle.
Sélectionné à 4 reprises avec de l'équipe de France, Jean Sécember inscrit un but dès sa première sélection contre la Belgique et inscrit un quadruplé sous le maillot tricolore contre la Bulgarie le 9 juin 1932.

## Carrière de joueur

### En club

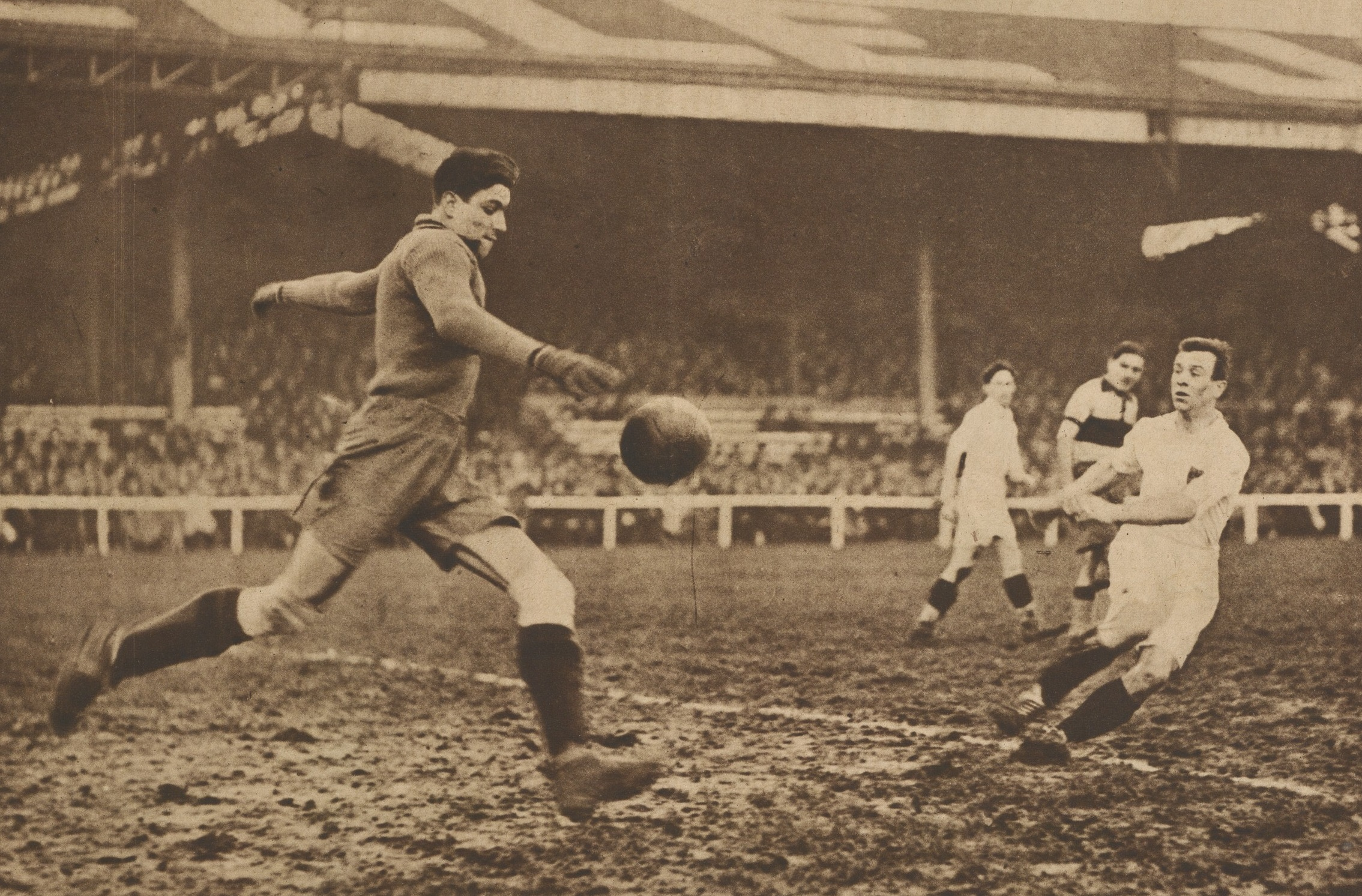
Raoul Chaisaz et Jean Sécember lors d'un match opposant des joueurs de la région parisiennes et des joueurs de la région du Nord en 1930.

#### US Wasquehal
En 1933, Jean Sécember signe à l’U.S. Wasquehal pour quelques matchs le temps d'avoir un statut professionnel et de rejoindre l'Excelsior de Roubaix-Tourcoing. Sous les couleurs de l'US Wasquehal, il marque en septembre, un doublé en amical contre l’équipe B de l’Excelsior de Roubaix-Tourcoing puis un autre doublé lors d’un match de coupe de France contre le C.A.B. Dunkerque.

#### Excelsior de Roubaix-Tourcoing
Le championnat 1939-1940 fut interrompu par l’invasion allemande, la finale ne fut jamais jouée et le titre national jamais décerné. Les trois années suivantes, l’élite fut scindé en deux ou trois groupes régionaux sans aucune finale au programme pour décerner un titre national unique. Jean Sécember remporte avec l'Excelsior de Roubaix-Tourcoing le championant des Flandres en 1944.

## Palmarès
Avec l'Union sportive tourquennoise, il remporte le championnat du Nord-Pas-de-Calais en 1932.
Avec le RC Lens il remporte le championnat de France de Ligue 2 en 1937.
Avec l'Excelsior de Roubaix-Tourcoing, il remporte le championnat des Flandres en 1944.